# Маленький хаос
«Маленький хаос» (нем. Das kleine Chaos) — немецкий художественный чёрно-белый фильм 1967 года, один из первых фильмов Райнера Вернера Фасбиндера. «Маленький хаос» входит наряду с фильмами «Вечером» (не сохранился) и «Городской бродяга» в число трёх короткометражек, спродюсированных Кристофом Розером и снятых Фасбиндером до его полнометражного дебюта «Любовь холоднее смерти». В фильме впервые появилась на экране мать Фасбиндера Лило Пемпайт (Лизелотте Эдер), которая в дальнейшем играла эпизодические роли во многих его фильмах.

## Сюжет
Франц, Тео и Марите — трое молодых людей, которые пытаются заработать денег, рекламируя подписку на журналы. Они ходят по квартирам, однако никто не соглашается подписываться на журналы. Обсуждая дальнейшие планы, Франц достаёт книгу Анри де Монтерлана «Девушки» и зачитывает фрагмент оттуда.
Затем по инициативе Франца компания нападает на женщину, открывшую им дверь квартиры, и отнимают у неё деньги. При этом Франц угрожает женщине пистолетом. На вопрос о том, кто что будет делать с украденными деньгами, Франц отвечает: «Я? Я пойду в кино!». Под звуки песня “I Can't Control Myself” группы “The Troggs” троица выбегает из подъезда и уезжает на машине.

## В ролях
- Райнер Вернер Фасбиндер — Франц
- Кристоф Розер — Тео
- Марите Грайзелис — Марите
- Сюзанна Шимкус
- Лило Пемпайт
- Грета Рефельд

## Отзывы
Кристиан Томсен отмечает, что кадр с чтением романа Анри де Монтерлана, в котором книга закрывает рот Фасбиндера, является цитатой из фильма Годара «Жить своей жизнью». Этот же роман послужил источником вдохновения и для более позднего фильма Фасбиндера «Сатанинское зелье».